# کلودین مونتی

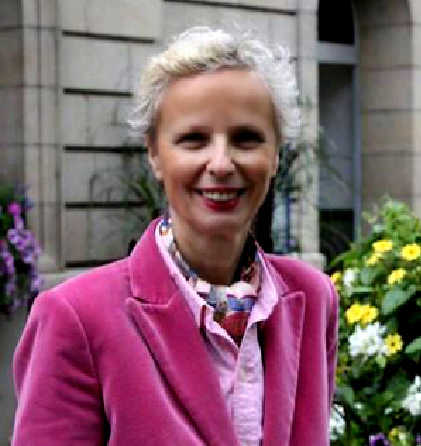
نگارهٔ کلودین مونْتِ، نویسندهٔ فرانسوی - ۲۰۱۲

کلودین مونْتِی (به فرانسوی: Claudine Monteil) (زاده ۱۹۴۹) نویسنده فرانسوی و متخصص جنبش زنان است. او دکترای خود را در بررسی آثار و زندگی سیمون دوبووار از دانشگاه نیس گرفته‌است.
کلودین در سال ۱۹۴۹ در پاریس زاده شد. مادر وی، ژوسین سِر، شیمی‌دان و استاد دانشگاه بود که بعداً به ریاست دانشگاه سوربن انتخاب شد و پدرش ژان-پیر سر، ریاضی‌دانی بسیار برجسته است. کلودین مونتی سه ماه در جنبش دانشجویی مه ۱۹۶۸ فعالیت کرد و سپس به جنبش زنان و یاران سیمون دوبووار پیوست. او از ۱۹۷۰ وارد جنبش زنان فرانسه شد و در آن زمان بر روی مانیفست ۳۴۳ و فعالیت‌های دیگر برای آزادی سقط جنین فعالیت می‌کردند و بعدها به تجاوز، زنای با محارم، دستمزد نابرابر و زنان کتک‌خورده پرداختند.
کلودین دوستی نزدیکی با سیمون دوبووار، خواهر نقاش او، هلن دوبووار و ژان پل سارتر داشت. نوشته‌های او دربارهٔ دوبووار، سارتر و فمینیسم در فرانسه به زبان‌های گوناگون ترجمه شده‌است.